# Valle de Yumurí

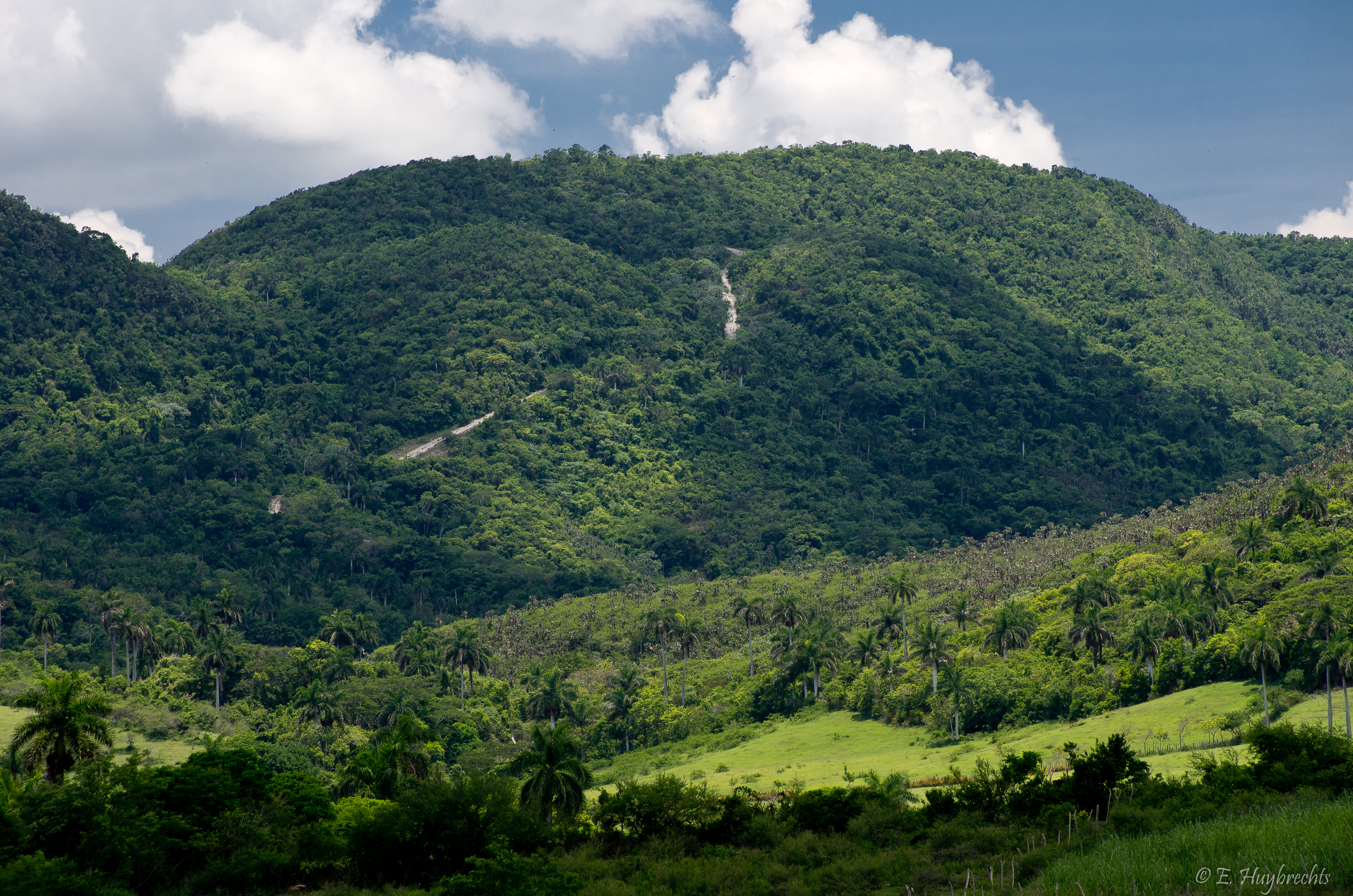
Vista del Valle.

Valle de Yumurí es un paisaje natural situado en Cuba, exactamente en la provincia de Matanzas. Abarca un área total de 9666 hectáreas, en este paraje abunda la flora y fauna de la isla, se encuentran gran variedad de restos arqueológicos y la especie vegetal endémica Melocactus matanzanus León. 

## Geografía
El Valle de Yumurí es atravesado por los ríos Yumurí y Bacunayagua, los cuales desembocan en la costa septentrional del territorio matancero. El nombre del valle se debe según cuentan sus pobladores a una princesa india que cayó desde una de las colinas del valle hasta el fondo del mar y en el descenso gritó Yu...murí!, inmortalizando el valle y el río con ese nombre.[cita requerida]
- Datos: Q6159166
- Multimedia: Valle de Yumurí / Q6159166